# Aelurillus guecki
Aelurillus guecki es una especie de araña araneomorfa del género Aelurillus, tribu Aelurillini, familia Salticidae. La especie fue descrita científicamente por Metzner en 1999.
La longitud del cuerpo del macho es de 4-4,5 milímetros y de la hembra 5,4-6,85 milímetros. La especie se distribuye por Europa: Grecia y Turquía.